# Na złamanie karku
Na złamanie karku (cz. Horem pádem) – czeski komediodramat z 2004 roku w reżyserii Jana Hřebejka. Film był oficjalnym czeskim kandydatem do Oscara dla najlepszego filmu nieanglojęzycznego, ale ostatecznie nie zdobył nominacji.

## Fabuła
Satyryczny w tonie film ukazuje ze społecznym zacięciem różnorodną galerię postaci zaludniających współczesną Pragę. Bohaterowie zmagają się z problemami rodzinnymi i rasowymi w zglobalizowanym świecie otwartych granic, z czego korzystają uchodźcy i przemytnicy.

## Obsada
- Petr Forman – Martin Horecký
- Emília Vášáryová – Věra Horecká
- Jiří Macháček – František Fikes
- Nataša Burger – Miluška
- Jan Tříska – Profesor Otakar Horecký
- Ingrid Timková – Hana Svobodová
- Kristýna Boková – Lenka Horecká
- Pavel Liška – Eman
- Marek Daniel – Luboš

## Produkcja
Zdjęcia kręcono w Pradze oraz na przejściu granicznym Lanžhot-Brodské.